# Coris (distrito)
Coris é um distrito peruano localizado na Província de Aija, departamento Ancash. Sua capital é a cidade de Coris.

## Transporte
O distrito de Coris é servido pela seguinte rodovia:
- AN-109, que liga a cidade de Huarmey ao distrito de Recuay[2][3][4]